# Ва-банк

Гра в фаро в казино в Ріно, штат Невада, 1910 рік

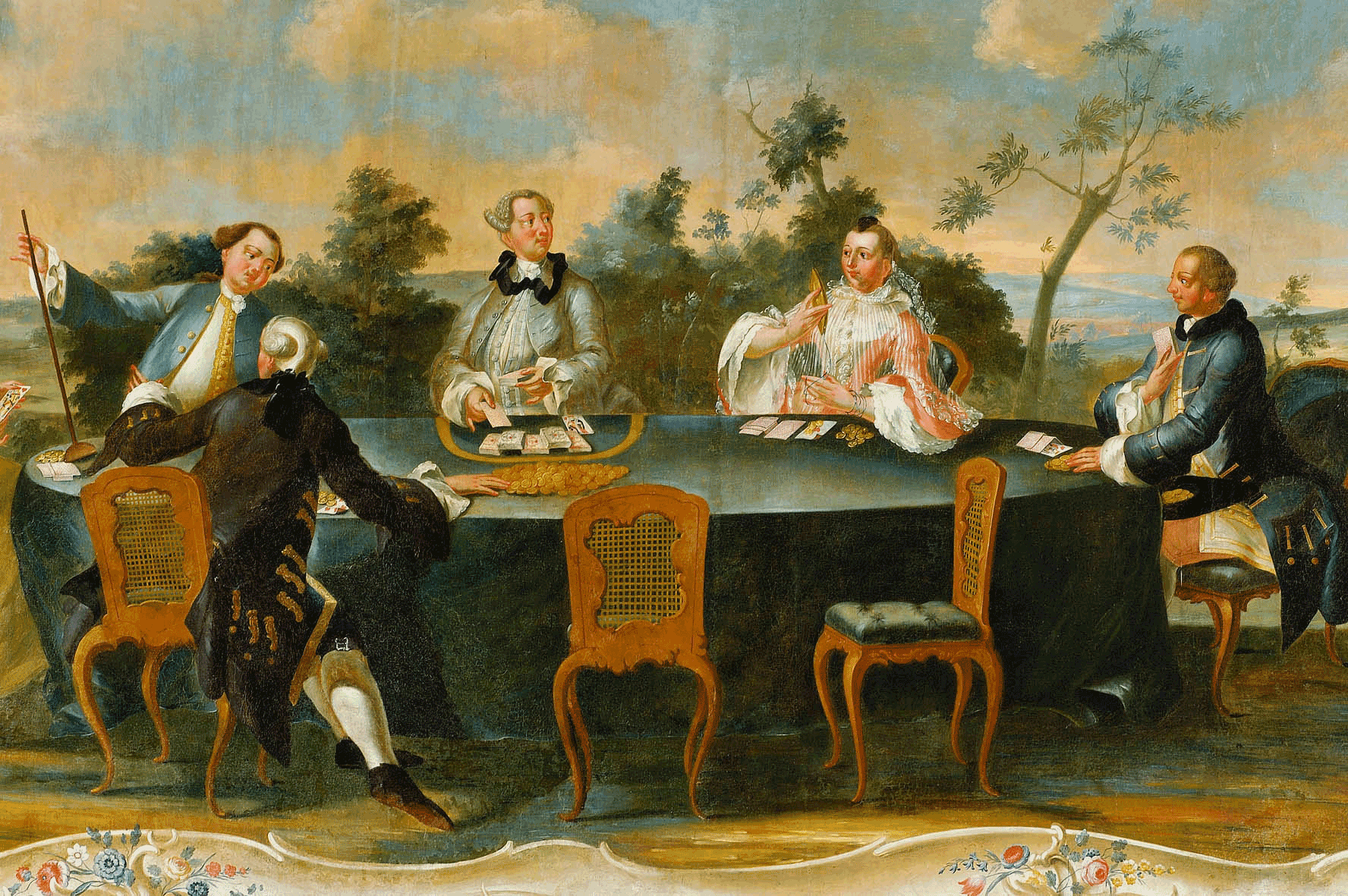
Картярська гра «Фараон». Гравці йдуть ва-банк

Ва-банк (фр. va banque) — в картярській грі ставка гравцем усіх грошей, які він має. Усі інші гравці повинні або так само поставити на кін таку ж суму грошей, або пасувати, в результаті чого переможець забирає весь банк, а решта гравців втрачають все. У покері має власну назву all — in. Вживається частіше в словосполученнях «піти ва-банк», «грати ва-банк». У переносному значенні «ва-банк» означає великий ризик.
Термін став особливо відомим виразом завдяки його використанню в діалозі між Адольфом Гітлером і Германом Герінгом з нагоди оголошення війни Великою Британією в 1939 році. Герінг порадив Гітлеру: «Перестаньмо грати у ва-банк», на що Гітлер відповів: «Я завжди грав ва-банк у моєму житті».